# UWSGI
uWSGI — веб-сервер и сервер веб-приложений, первоначально реализованный для запуска приложений Python через протокол WSGI (и его бинарный вариант uwsgi — отсюда название). Версия 2.0 поддерживает также запуск веб-приложений Lua, Perl, Ruby и других.

## Применение
Может работать как самостоятельный веб-сервер, так и в интеграции с Apache HTTP Server, Nginx, Cherokee HTTP Server и другими.
Используется для запуска приложений на базе фреймворков Django, Flask и других.
Сервер приложений uWSGI используется как для разворачивания тестовой среды разработчика ПО, так и для управления облачными сервисами, предлагающими хостинг приложений на Python и других языках (например, хостинг DigitalOcean, PaaS-хостинг PythonAnywhere, 8host).

## Дистрибутив
Распространяется через менеджер пакетов PyPI.

## Протокол uwsgi
Протокол uwsgi (в нижнем регистре) является бинарной реализацией протокола WSGI, оптимизированном для ускорения взаимодействия сервера и приложений.